# Pelmatosilpha coriacea
Pelmatosilpha coriacea är en kackerlacksart som beskrevs av Rehn, J. A. G. 1903. Pelmatosilpha coriacea ingår i släktet Pelmatosilpha och familjen storkackerlackor. Inga underarter finns listade i Catalogue of Life.